# Deren járás
Deren járás (mongol nyelven: Дэрэн сум) Mongólia Közép-Góbi tartományának egyik járása. Területe 3624 km². Népessége kb. 2600 fő.
Székhelye, Cant (Цант) 68 km-re fekszik Mandalgobi tartományi székhelytől.